# Riu Sonar
Sonar és un riu de Madhya Pradesh al centre del drenatge de les muntanyes Vindhya entre els districtes de Saugor i Damoh.
Neix al sud-oest de Saugor i corre al nord-est fins a unir-se al riu Ken al Bundelkhand, després d'un curs total de 187 km. Els principals afluents són el Dehar (que se li uneix a Rehit), el Gadheri (a Garhakota), el Bewas (prop de Narsinghgarh), el Kopra (prop de Sitanagar) i el Bearma. Rehli, Garhakota, Hatta i Narsinghgarh són els llocs principals a la seva riba.